# Élections présidentielles sous la Cinquième République en Polynésie française
Depuis l'adoption de la Constitution de la Cinquième République française, dix élections présidentielles ont eu lieu afin d'élire le président de la République. Cette page présente les résultats de ces élections en Polynésie française.

## Synthèse des résultats du second tour
Hormis en 1988 où François Mitterrand (54,47 %) arrive en tête dans un score similaire au niveau national, la Polynésie française vote principalement dans la tendance opposée à la France. C'est en particulier le cas en 1969, 1974 et 1981 où arrivent en tête respectivement Alain Poher (51,82 %), François Mitterrand (51,43 %) et Valéry Giscard d'Estaing (76,71 %). Mais aussi en 1995 et 2012 où Lionel Jospin (60,99 %) et Nicolas Sarkozy (53,06 %) arrivent en tête. En 2017, Emmanuel Macron (58,39 %) obtient près de 8 points de moins qu'au niveau national.
| année | Répartition des exprimés | Répartition des exprimés | Participation (% des inscrits) | Blancs ou nuls (% des votants) |

| 2017 | Emmanuel Macron (58,39 %) (France : 66,10 %) | Marine Le Pen (41,61 %) (France : 33,90 %) | 46,89 % (France : 77,77 %) | 1,86 % (France : 2,47 %) |

| 2012 | François Hollande (46,94 %) (France : 51,64 %) | Nicolas Sarkozy (53,06 %) (France : 48,36 %) | 49,35 % (France : 80,35 %) | 2,48 % (France : 5,82 %) |

| 1995 | Jacques Chirac (39,01 %) (France : 52,64 %) | Lionel Jospin (60,99 %) (France : 47,36 %) | 50,28 % (France : 78,38 %) | 3 % (France : 2,81 %) |

| 1988 | François Mitterrand (54,47 %) (France : 54,02 %) | Jacques Chirac (45,53 %) (France : 45,98 % %) | 56,11 % (France : 81,35 %) | 1,99 % (France : 2,00 %) |

| 1981 | François Mitterrand (23,29 %) (France : 51,76 %) | Valéry Giscard d'Estaing (76,71 %) (France : 48,24 %) | 66,27 % (France : 81,09 %) | 1,89 % (France : 1,62 %) |

| 1974 | Valéry Giscard d'Estaing (48,57 %) (France : 50,81 %) | François Mitterrand (51,43 %) (France : 49,19 %) | 66,35 % (France : 84,23 %) | 0,35 % (France : 0,92 %) |

| 1969 | Georges Pompidou (48,18 %) (France : 58,21 %) | Alain Poher (51,82 %) (France : 41,79 %) | 65,72 % (France : 77,59 %) | 0,31 % (France : 1,29 %) |

| 1965 | Charles de Gaulle (59,8 %) (France : 55,20 %) | François Mitterrand (40,2 %) (France : 44,80 %) | 68,29 % (France : 84,75 %) | 0,95 % (France : 1,01 %) |

|  | ▲ |